# Heinrich Coßmann
Heinrich August Coßmann (auch Cossmann; * 12. Januar 1889 in Berlin; † 1. September 1949 in Wiesbaden) war ein deutscher Verwaltungsbeamter und Politiker (DDP/DStP, SPD).

## Leben
Coßmann studierte Rechts- und Staatswissenschaften und wurde am 22. Juli 1910 als Gerichtsreferendar vereidigt. Ab Oktober 1919 war er Gerichtsassessor mit DA vom 2. März 1915. Ab Januar 1920 war er Hilfsarbeiter im preußischen Finanzministerium, in dem er am 24. September 1920 Regierungsassessor wurde. Zum 24. Februar 1921 wurde er zum Regierungsrat ernannt. Ab dem 3. Juni 1925 war er auftragsweise Verwalter des Landratsamtes im Kreis Biedenkopf, wo er am 28. Oktober 1925 definitiv Landrat wurde. Am 26. August 1932 wurde er mit Wirkung zum 1. Oktober 1932 wegen Auflösung des Kreises Biedenkopf in den einstweiligen Ruhestand versetzt. Anschließend wurde er zur Regierung Schleswig überwiesen und am 1. Januar 1936 aus politischen Gründen in den Ruhestand versetzt. Anschließend lebte er in Freiburg i. Br. Von Februar bis Mai 1945 war er im KZ Theresienstadt inhaftiert. 
Nach Kriegsende wurde er im Oktober 1945 Ministerialrat im hessischen Innenministerium und war vom 13. Januar 1947 bis zu seinem Tode Ministerialdirektor und Leiter des Justitiariats im Hessischen Ministerium für Inneres und Wiederaufbau. Nach seinem Tod übernahm Erich Schuster (SPD) das Amt.